# La Chapelle-Saint-Ursin
La Chapelle-Saint-Ursin är en kommun i departementet Cher i regionen Centre-Val de Loire i de centrala delarna av Frankrike. Kommunen ligger  i kantonen Saint-Doulchard som tillhör arrondissementet Bourges. År 2022 hade La Chapelle-Saint-Ursin 3 687 invånare.

## Befolkningsutveckling
Antalet invånare i kommunen La Chapelle-Saint-Ursin
Referens:INSEE